# Heaven's Place/Vanity
「Heaven's Place/Vanity」（ヘヴンズ・プレース/ヴァニティ）は、日本のヴィジュアル系ロックバンド・Janne Da Arcの4作目のシングル。

## 概要
- 前作「EDEN〜君がいない〜」から約3ヶ月ぶり、初の両A面シングル[注 1]。また、両曲共アルバム『D・N・A』からのリカットシングルである。両曲とも新たにミックスし直されている。
- 表題1曲目はテレビ東京系列『ASAYAN』のエンディングテーマおよびPlayStation 2専用ゲームソフト『スカイサーファー』のエンディングテーマに起用された。初めてダブルタイアップが付いた楽曲となる。
- 表題2曲目はPlayStation 2専用ゲームソフト『スカイサーファー』のオープニングテーマに起用された。

## 収録曲
全作詞・作曲：yasu
1. Heaven's Place
編曲：yasu、Janne Da Arc、秦野猛行
『D・N・A』収録版よりも演奏時間が短い。
2. Vanity
編曲：yasu、Janne Da Arc、明石昌夫
『D・N・A』収録版とは異なるミックスでの収録（サビでのキーボードや、「ファントム」に繋いでいたアウトロの修正等）

## 参加ミュージシャン
Janne Da Arc
- yasu：Vocal
- you：Guitar
- ka-yu：Bass
- kiyo：Keyboards
- shuji：Drums

## タイアップ
- テレビ東京系列リアリティ番組『ASAYAN』エンディングテーマ (#1)
- アイディアファクトリー製PlayStation 2専用ゲームソフト『スカイサーファー』エンディングテーマ (#1)
- アイディアファクトリー製PlayStation 2専用ゲームソフト『スカイサーファー』オープニングテーマ (#2)

## 収録アルバム
- D・N・A (#1,2)
- ANOTHER SINGLES (#2)
- SINGLES (#1)
- Janne Da Arc MAJOR DEBUT 10th ANNIVERSARY COMPLETE BOX (#1,2)